# Orthogonia plenifasciata
Orthogonia plenifasciata là một loài bướm đêm trong họ Noctuidae.